# Sẻ đen đầu xám
Sẻ đen đầu xám, tên khoa học Nigrita canicapillus, là một loài chim trong họ Estrildidae.